# Psammastacus ghanai
Psammastacus ghanai är en kräftdjursart. Psammastacus ghanai ingår i släktet Psammastacus och familjen Cylindropsyllidae. Inga underarter finns listade i Catalogue of Life.